# Шторм сторіччя
Шторм сторіччя (англ. Storm of the Century) — американський мінісеріал 1999 року, знятий за  сценарієм Стівена Кінга режисером Крейгом Бакслі.

## Сюжет
Люди на маленькому острові Літтл-Толл біля узбережжя штату Мен стурбовані тим, що насувається потужня буря, подібної до якої не було кілька десятиліть. Вони скуповують продукти в невеликому магазинчику Майкла Андерсона і згадують минулі часи, ті, коли острів опинявся відрізаний від материка, чекаючи, що це може статися знову. Несподівано, на острові з'являється невідомий нікому чоловік, який стукає в двері літньої жінки, яка дивиться по телевізору прогноз погоди. Вона відкриває йому, чує фразу «Народжений в гріху - йди до мене» і гине від руки холоднокровного вбивці. Він як ні в чому не бувало вмощується в крісло і дивиться телевізор. Мертве тіло і вбивцю в будинку виявляє підліток, повідомляє меру міста про те, що трапилося. Незабаром в будинок прибуває мер міста, але, почувши лякаючу мову незнайомця, поспішно покидає його і викликає в підмогу Майка Андерсона, міського констебля. Озброєний Майкл зі своїм другом заарештовує незнайомця. Який представився як Андре Лінож, вбивця знає всі секрети містян, чим лякає жителів острова. Головне, що він періодично повторює: «Дайте мені те, що я хочу, і я піду", не пояснюючи що саме йому потрібно.
Лінож замкнений в магазинчику Майка Андерсона, після того як поспілкувався з містянами і познайомився з сином Майка, у нього немає ні документів, ні ярликів на одязі, нічого, що могло б ідентифікувати його особу. Поки Лінож очікує конвоювання на "велику землю", яке, через негоду неможливо, констебль організовує людей, які будуть його охороняти по змінах, а також дізнається, чи готовий притулок в старій церкві. В цей час вбивця не байдикує: виявляється, що він в змозі впливати на життя і людей, навіть перебуваючи в камері магазину, так він доводить до самогубства одного з тих, хто його охороняє, і той вішається, інша людина пробиває собі голову сокирою, дівчина в пориві гніву вбиває свого коханого, всі вони залишають послання Ліножа «Дайте мені те, що я хочу, і я піду».
Майк повертається на місце злочину, де бачить напис «Дайте мені те що я хочу і я піду», а також тростину з металевою ручкою  у вигляді собаки, він фотографує місце, а потім, взявши дитячі кубики, збирає з них ім'я Андре Лінож, переставляє букви місцями і отримує слово «Легіон», після чого йде. Незнайомець щось шепоче в своїй камері, раптово падає ліхтарний стовп і залишає магазин без світла і зв'язку, лише на одному генераторі. Люди, стурбовані сніговою бурею, починають збиратися в міській ратуші, де вони все бачать один і той же сон, в якому журналіст розповідає про зникнення людей на їх острові і перераховує їх імена. Один з охоронців Ліножа намагається його вбити, коли той починає розповідати про його справи, але ранить Майка , і той відправляється в ратушу.

## В ролях
- Тім Дейлі — Майк Андерсон
- Колм Фіоре — Андре Линож
- Дебра Фарентино — Моллі Андерсон
- Кейсі Семашко — Олтон Хетчер (Хетч)
- Джеффрі ДеМанн — Роббі Білз
- Джуліанн Ніколсон — Кет Візерс
- Ділан Крістофер — Ральфі Андерсон
- Бекки Енн Бейкер — Урсула Годсо

## Див.також
- Буря століття (книга)